# Koźla
Koźla (niem. Cosel) – wieś w Polsce, położona w województwie lubuskim, w powiecie zielonogórskim, w gminie Świdnica.
W latach 1975–1998 miejscowość należała administracyjnie do województwa zielonogórskiego.

## Nazwa
Jest to wieś o metryce średniowiecznej, która już w 1238 roku miała być wzmiankowana jako Kossli, zaś około 1300 roku odnotowano ją jako Cosla i Cosli. 15 marca 1947 r. nadano miejscowości polską nazwę Koźla.

## Historia
W 2006 r. w miejscowości mieszkało 780 osób.

## Zabytki
Do rejestru zabytków Narodowego Instytutu Dziedzictwa wpisane są:
- gotycki rzymskokatolicki kościół parafialny pw. św. Jadwigi Śląskiej[6] wzniesiony w XIV stuleciu[5]. W 1567 świątynia była przebudowana oraz powiększona o wieżę oraz wielokrotnie remontowana, m.in. w 1694 roku. Uległa zniszczeniu podczas pożaru w 1829 roku, ale w ciągu kilku lat dokonano jej odbudowy. Jest to kamienno ceglany, jednonawowy obiekt o prostokątnym prezbiterium. Do korpusu od północy przylega kaplica i kruchta, a od zachodu wieża. Korpus jest nakryty dachem dwuspadowym, wieża klasycystycznym hełmem obeliskowym[5]. Wnętrze nakryto stropami, które zostały założone w 1834 roku w miejsce zniszczonych pożarem sklepień. Zachował się w wieży ceglany portal uskokowy z 1567 roku. Empora organowa wsparta na dwóch kwadratowych słupach stoi przy ścianie zachodniej nawy. W wyposażeniu świątyni znajdują się: ołtarz św. Jadwigi pochodzący z 1907 roku, barokowy ołtarz z rzeźbami świętych Jana Nepomucena i Agnieszki umieszczony w kaplicy, obrazy pędzla Wilhelma Thiela przedstawiające św. Annę i św. Józefa oraz Wizję św. Jadwigi[7].

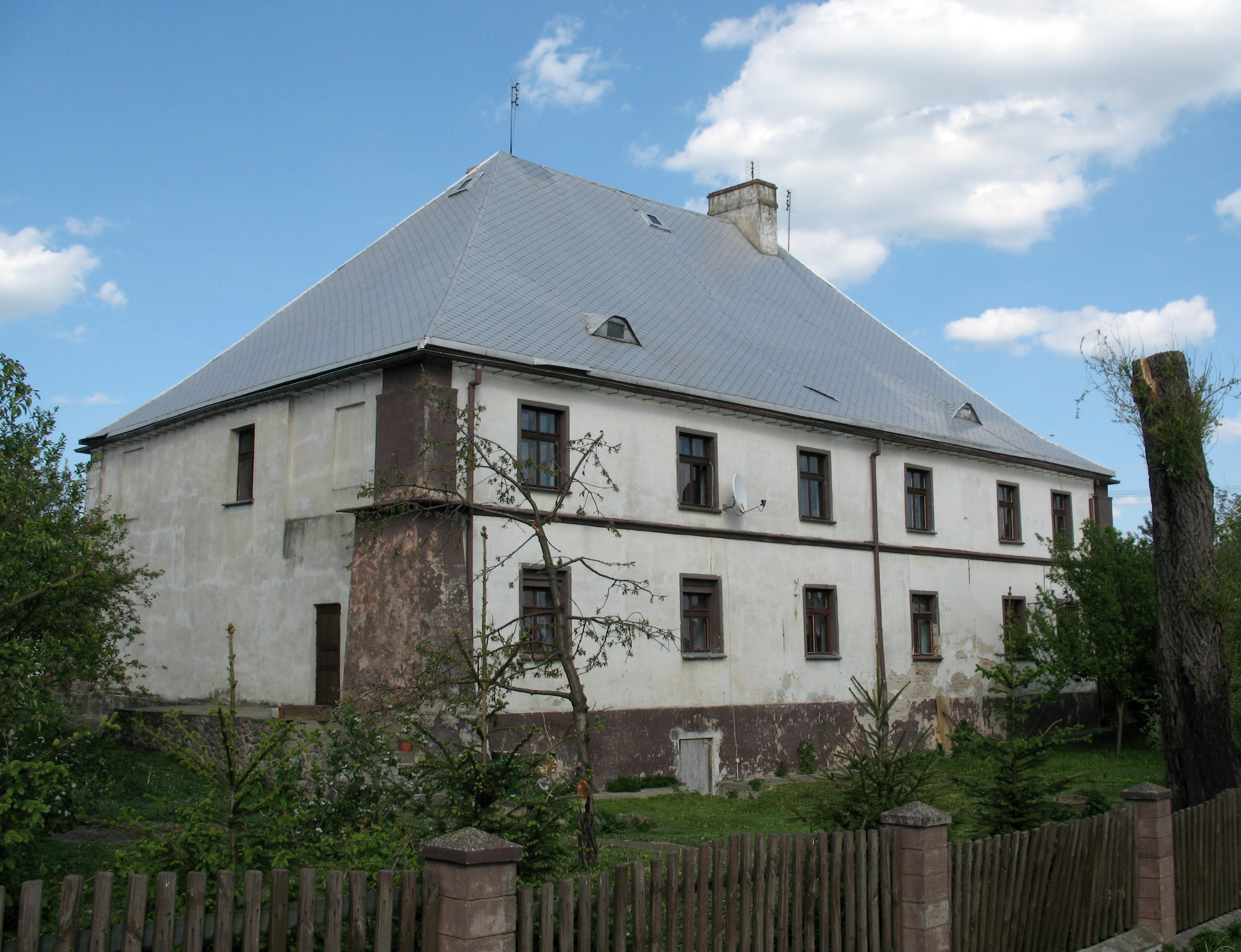
Dwór w Koźli

- barokowy dwór murowano-szachulcowy z 1710 roku, natomiast w 1890 roku dokonano przekształceń w jego wnętrzu[7]. Jest to piętrowy budynek założony na planie prostokąta, częściowo podpiwniczony. W górnej części od zewnątrz zbudowany jest z cegły, a od wewnątrz w konstrukcji szachulcowej i nakryty dachem czterospadowym. Elewacje nie posiadają detalu architektonicznego tylko fasada jest wzbogacona ryzalitem flankowanym pilastrami i zwieńczonym szczytem[7]. Budynek należał po II wojnie światowej do Państwowego Gospodarstwa Rolnego i w tym czasie został zdewastowany. Przeprowadzono remont obiektu w latach 1983-1986, po przejęciu go przez prywatnego właściciela. W kilku pomieszczeniach udało się uratować sztukaterię oraz więźbę dachową, a w piwnicach przetrwały sklepienia krzyżowe i kolebkowe. Można je kojarzyć z najstarszą fazą budowy tego interesującego obiektu[7].